# نادي الرياض

شعار نادي الرياض القديم

نادي الرياض السعودي لكرة القدم هو نادٍ كرة قدم سعودي محترف، مقرهُ العاصمة السعودية الرياض، يلعب حاليًا في الدوري السعودي للمحترفين. تأسس في عام 1953 باسم أهلي الرياض ، ثم غير اسمه إلى اليمامة وأخيرًا إلى الرياض. يشتهر نادي الرياض بفريق كرة القدم، ولديه أيضًا فرق في عدة رياضات أخرى يلقب نادي الرياض  بمنبع النجوم كونه أمدّ المنتخب السعودي بعدد من اللاعبين النجوم في تلك الفترة وشارك بعضهم في نهائيات كأس العالم 1994 مثل طلال الجبرين وياسر الطائفي وإبراهيم الحلوة وناصر سدوس.

## تاريخ
تأسس عام 1953 باسم أهلي الرياض، ثم تغير اسمه إلى اليمامة وأخيراً الرياض.
كان عصره الذهبي في بداية التسعينات الميلادية تحت قيادة المدرب البرازيلي زي ماريو ولاعبيه الكبار مثل خالد القروني و أحمد زايد ومحمد السبيت وطلال الجبرين وفهد الحمدان وعبد الله الضعيان، حيث حقق الفريق كأس ولي العهد ووصل إلى نهائي كأس خادم الحرمين الشريفين وذلك في موسم 1993-1994.

## الألقاب والإنجازات
البطولات
- بطولة كأس سمو ولي العهد السعودي عام 1994.

- بطولة كأس الاتحاد السعودي لكرة القدم لأندية الممتاز عام 1995.[3][4]

## تشكيلة الفريق الحالية
ملاحظة: تشير الأعلام إلى المنتخب بحسب قواعد الأهلية المعتمدة من قبل الفيفا؛ تنطبق بعض الاستثناءات المحدودة. وقد يحمل اللاعبون أكثر من جنسية لا تعترف بها الفيفا.
| الرقم | البلد        | المركز | اللاعب             |
| ----- | ------------ | ------ | ------------------ |
| 1     | إسكتلندا     | حارس   | فينسنت أنجيليني    |
| 2     | السعودية     | مدافع  | يزيد البكر         |
| 3     | السعودية     | مدافع  | عبد الرحمن الهاجري |
| 5     | فرنسا        | مدافع  | يوان باربت         |
| 7     | السعودية     | وسط    | محمد العقل         |
| 8     | السعودية     | مدافع  | عبد الإله الخيبري  |
| 10    | السعودية     | وسط    | نواف العابد        |
| 11    | العراق       | وسط    | إبراهيم بايش       |
| 13    | بوركينا فاسو | مهاجم  | محمد كوناتي        |
| 14    | السعودية     | مدافع  | زياد الصحفي        |
| 15    | السعودية     | مهاجم  | ناصر البيشي        |
| 16    | السعودية     | وسط    | أكرم يوسف U19      |
| 17    | جزر القمر    | وسط    | فايز سليماني       |
| 18    | السعودية     | وسط    | محمد آل عقيل       |
| 20    | البرتغال     | وسط    | توزي               |

| الرقم | البلد    | المركز | اللاعب            |
| ----- | -------- | ------ | ----------------- |
| 21    | البرازيل | وسط    | لوكاس كال         |
| 24    | السعودية | مهاجم  | ريان البلوشي      |
| 25    | السعودية | مدافع  | سويلم المنهالي    |
| 27    | السعودية | مدافع  | حسين النويقي      |
| 28    | السعودية | وسط    | بدر المطيري       |
| 29    | السعودية | مدافع  | أحمد عسيري        |
| 35    | السعودية | وسط    | تركي المرقع U19   |
| 40    | السعودية | حارس   | عبد الرحمن الشمري |
| 43    | غانا     | مدافع  | بيرنارد مينساه    |
| 50    | السعودية | وسط    | نواف هوساوي       |
| 66    | السعودية | وسط    | ماجد القحطاني U19 |
| 82    | كندا     | حارس   | ميلان بوريان      |
| 87    | السعودية | مدافع  | مرزوق تمبكتي      |
| 88    | السعودية | وسط    | يحيى الشهري       |

### لاعبين غير مسجلين
ملاحظة: تشير الأعلام إلى المنتخب بحسب قواعد الأهلية المعتمدة من قبل الفيفا؛ تنطبق بعض الاستثناءات المحدودة. وقد يحمل اللاعبون أكثر من جنسية لا تعترف بها الفيفا.
| الرقم | البلد    | المركز | اللاعب      |
| ----- | -------- | ------ | ----------- |
| 26    | السعودية | وسط    | علي الزقعان |
| 45    | السعودية | حارس   | فهد هاشم    |

| الرقم | البلد | المركز | اللاعب    |
| ----- | ----- | ------ | --------- |
| --    | تشيلي | مدافع  | إنزو روكو |

### المعارون
ملاحظة: تشير الأعلام إلى المنتخب بحسب قواعد الأهلية المعتمدة من قبل الفيفا؛ تنطبق بعض الاستثناءات المحدودة. وقد يحمل اللاعبون أكثر من جنسية لا تعترف بها الفيفا.
| الرقم | البلد    | المركز | اللاعب                                      |
| ----- | -------- | ------ | ------------------------------------------- |
| --    | السعودية | حارس   | عبد العزيز العويرضي (معار إلى ادي القادسية) |

| الرقم | البلد    | المركز | اللاعب                              |
| ----- | -------- | ------ | ----------------------------------- |
| --    | السعودية | وسط    | محمد صهلولي (معار إلى نادي الجبلين) |

## الأنشطة الرياضية الأخرى
- المركــز الأول: الدوري العام لكرة الطائرة لأندية الدرجة الأولى 1990م / 2006 م. [بحاجة لمصدر]
- المركز الثاني: كاس الاتحاد السعودي لكرة السلة 1983 م [بحاجة لمصدر]
- المركز الثاني: الدوري العام لكرة الطائرة لأندية الدرجة الأولى 1985م / 2009 م [بحاجة لمصدر]
- المركز الثاني: كاس الاتحاد السعودي لكرة الطائرة لأندية الدرجة الأولى 2009 م [بحاجة لمصدر]
- المركز الثاني: بطولة دوري المنطقة الوسطى لكرة اليد لأندية الدرجة الثانية 2010 م [بحاجة لمصدر]